# Tara Cross-Battle
Tara Lavell Cross-Battle, född 16 september 1968 i Houston, är en amerikansk före detta volleybollspelare.
Hon blev olympisk bronsmedaljör i volleyboll vid sommarspelen 1992 i Barcelona.